# Jerzy Klus

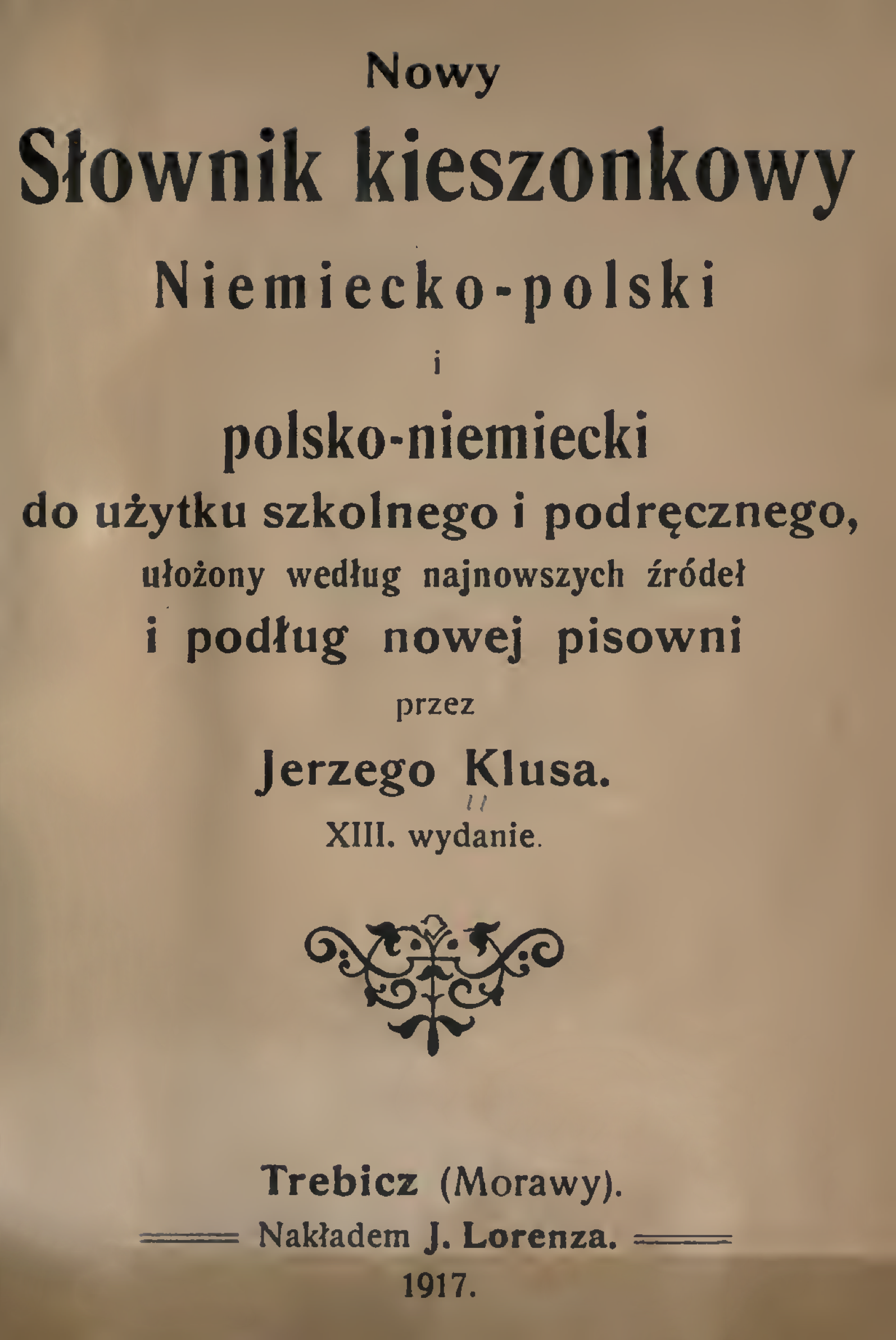
Polsko-niemiecki słownik Jerzego Klusa wydanie z 1917 w Trebiczu.

Jerzy Klus (ur. 13 października 1839 w Goleszowie, zm. 17 marca 1917 w Cieszynie) – polski muzyk, organista, nauczyciel, oraz leksykograf, twórca słownika polsko-niemieckiego  .

## Życiorys
Urodził się w Goleszowie na Śląsku Cieszyńskim ze związku ogrodnika Jerzego oraz Zuzanny z Żarłoków. Miał dwóch synów, którzy również byli nauczycielami w Wiedniu.
W 1859 roku ukończył przygotowawczą szkołę nauczycielską w Cieszynie, po której podjął pracę nauczyciela szkoły ewangelickiej w rodzinnej miejscowości. Następnie pełnił tę funkcję także w innych, sąsiednich wsiach: sześć lat w Godziszowie oraz tyle samo w szkole ewangelickiej w Błędowicach. W tej ostatniej był także organistą w tamtejszym ewangelickim zborze  .
Wraz z Janem Śliwką był współzałożycielem działającego na Śląsku Cieszyńskim Towarzystwa Nauczycieli Ewangelickich. W 1873 przeprowadził się do Cieszyna gdzie objął stanowisko nauczyciela ewangelickiej szkoły ludowej, a równocześnie został organistą zboru cieszyńskiego. Obie funkcje pełnił do 1899 roku, kiedy to przeszedł na emeryturę. Zmarł w Cieszynie w 1917 roku w trakcie trwania I wojny światowej .

## Działalność muzyczna i literacka
Opracował oraz własnym nakładem wydał wiele melodii i pieśni polskich. Opracował m.in.:
- Melodyje pieśni kościelnych używanych w zborach ewangelickich na Szląsku z nutami - dwa wydania Cieszyn 1866 oraz 1886. Zbiór melodi religijnych do kancjonału pt. „Kancyonał czyli śpiewnik dla chrześcian ewangielickich” napisanego i wydanego w 1866 roku przez ks. Jerzego Heczkę, których używano w liturgii zborów ewangelickich na Śląsku Cieszyńskim. Zawierały jednogłosowe melodie dla 169 pieśni polskich i 16 niemieckich, a także 8 pieśni dla chórów kościelnych. Wśród pieśni znalazły się utwory takich twórców, jak Christoph Willibald Gluck, Hans Georg Nägeli, Ludwig van Beethoven[4] [2] .
- Melodyje chorałów (tzw. „Choralnik Klusa”)- wydany dwukrotnie  własnym nakładem; po raz pierwszy w 1886 roku w Cieszynie choralik dla użytku organistów przy nabożeństwach.
- Polsko-niemiecki i niemiecko-polski słownik do użytku szkolnego i podręcznego według nowej pisowni (Cieszyn 1892) –  słownik polsko-niemiecki, który doczekał się licznych wydań. Do roku 1915 ukazało się ich jedenaście. Kolejne wydania ukazywały się później w firmie wydawniczej J. Lorentza w Trzebiczu na Morawach[2] .